# Graziano Piazza

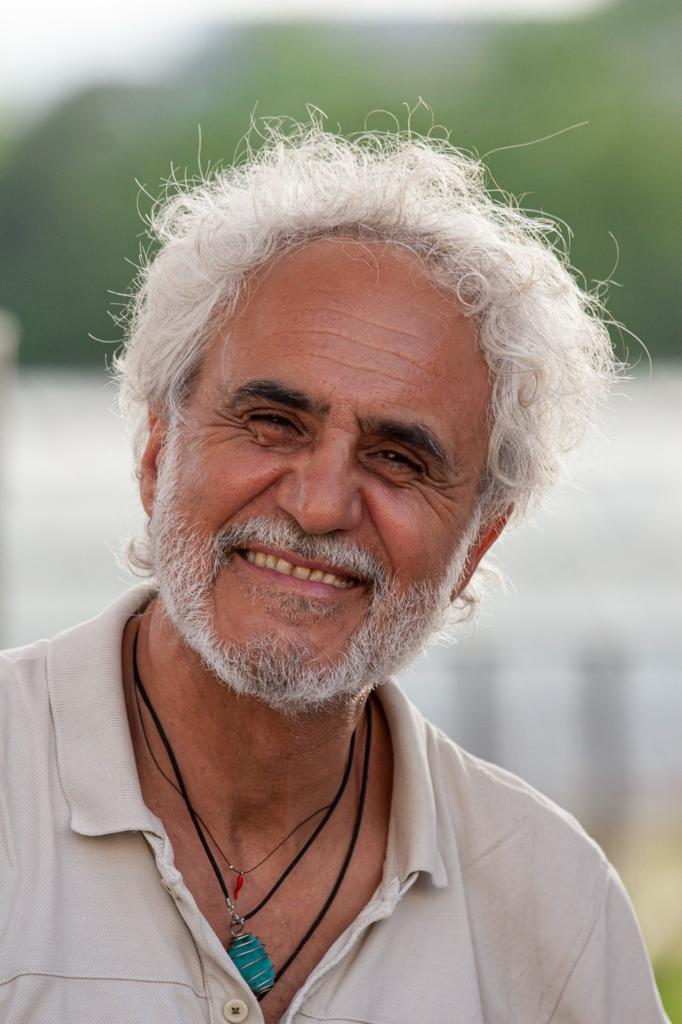
Graziano Piazza

Graziano Piazza (Domodossola, 15 giugno 1964) è un attore, regista teatrale e scultore italiano.

## Biografia
Attore e regista prevalentemente teatrale, nato a Domodossola, cresciuto a Torino, si avvicina al teatro da bambino grazie al mimo Marcel Marceau, con il quale partecipa a un seminario sulla maschera neutra. Ancora al liceo, viene scelto da Ugo Gregoretti come giovane attore per lo sceneggiato televisivo Il Conte di Carmagnola, con Vittorio Gassman. Inizia a lavorare al Teatro Stabile di Torino prima ne Il mio regno per un cavallo di Franco Passatore, poi nel 1985 con Mario Missiroli nello Zio Vanja con attori esordienti.
Da lì intraprende una carriera prevalentemente teatrale incontrando grandi maestri della scena nazionale e internazionale come, Peter Stein nel 1989 (Tito Andronico, Pentesilea nel ruolo di Achille, I Demoni, Der Park), Benno Besson nel 1991 (Mille franchi di ricompensa, Tuttosà e Chebestia, scritto da Coline Serreau), Luca Ronconi nel 1996 (protagonista di Venezia Salva, Infinities, Odissea doppio ritorno), Anatolij Vassil'ev (studio su Il Gabbiano), Massimo Castri (Il Misantropo), Federico Tiezzi (protagonista de Il Paradiso di Dante, l'Adelchi, Passaggio in India, Calderón), Giancarlo Sepe e la sua Comunità teatrale con il quale partecipa a spettacoli su Beckett, Brecht fino a Fitzgerald per la Versiliana.
Nel 2000 è protagonista al Teatro greco di Siracusa, con Oreste per la regia di Piero Maccarinelli e nel 2005 è Achille nella Pentesilea di Peter Stein a Epidauro in Grecia, ma recita anche al Lincoln Center di New York, all'Odéon di Parigi, al Teatro Argentina di Roma, al Piccolo Teatro di Milano. Nel 2006 è nel film Sopra e sotto il ponte, opera prima, di Alberto Bassetti, presentato al Festival di Toronto e al Festival di Nantes.
Alterna spettacoli classici a una ricerca di personaggi dalla forte connotazione contemporanea e sociale, come nel monologo Schifo di Robert Schneider, per la regia di Cesare Lievi in prima nazionale in Italia, o Marx a Soho di Howard Zinn, con la regia di Giancarlo Nanni, portando il teatro tra bocciofile, piscine, discoteche, birrerie, cucine di mense popolari, chiese sconsacrate, vivendo la necessità di comunicazione attiva e di coinvolgimento diretto con lo spettatore.
Questa ricerca si sviluppa anche da un punto di vista musicale, in diversi melologhi, con musicisti del calibro di Michele Campanella (Enoch Arden), Salvatore Sciarrino per il Ravenna Festival curato da Cristina Muti, Fabio Vacchi (In prima mondiale: Lo stesso mare di Amos Oz). Lavora anche con giovani registi affermati del panorama italiano come Daniele Salvo, con cui è re Lear al Silvano Toti Globe Theatre, ma anche Marc'Antonio nel Giulio Cesare, sempre al Silvano Toti Globe Theatre, e il vecchio de Il vecchio e il mare di Hemingway, con il Centro Teatrale Bresciano. Ma anche con Lina Prosa, autrice che spicca nel panorama italiano come protagonista di due delle sue principali produzioni: Lampedusa Way e Pentesilea, entrambi al fianco di Maddalena Crippa.
Accogliendo l'idea di un "teatro di regia" per un ensemble che lavora insieme e partecipa di una visione comune si confronta a volte, oltre che con i grandi protagonisti, anche con ruoli meno centrali mettendo il suo talento al servizio del tutto, e confrontandosi sul palco con mattatori della scena quali Glauco Mauri, Giorgio Albertazzi, Gabriele Lavia, Eros Pagni, Franca Nuti, Giulia Lazzarini.
Questo lo porta anche a sviluppare una propria visione registica avvicinandosi inizialmente alla drammaturgia contemporanea con autori come Jane Cox (Il desiderio di conoscere), Copi (La donna seduta) e Theo Van Gogh nello spettacolo Intervista tratto dall'omonimo film di Van Gogh del 2003, con cui Viola Graziosi vince il premio Adelaide Ristori come miglior attrice del Mittelfest 2013. Per il Ravenna Festival cura la regia di Gerusalemme perduta dai testi di Paolo Rumiz, con musiche di Sasha Karlic, rappresentato anche al Piccolo Teatro di Milano. Nel 2015 cura la regia dell'Aiace di Ghiannis Ritsos scegliendo di far interpretare il monologo all'attrice Viola Graziosi, capovolgendone la visione: la donna sulla porta che ascolta come indicato dalla didascalia di Ritsos diventa la protagonista che ripercorre le parole e le gesta dell'eroe suicida fino ad assumerne quasi le sembianze e prendere il centro della scena.
Il sodalizio con Viola Graziosi lo porta a sviluppare percorsi registici e creativi originali che indagano il femminile nella sua liquidità come in Offelia Suite, dal testo di Luca Cedrola, musicato da Arturo Annecchino di cui ha curato l'ideazione, lo sviluppo e la regia, creando una monoopera, "opera per strumento attorale e sonoro", che si avvale anche della tecnologia olofonica e di un percorso sensoriale e poetico di grande sensibilità. Lo spettacolo trilingue tuttora in tournée è valso all'attrice protagonista il prestigioso premio Actress of Europe. Commissiona poi il testo Elena tradita all'autore Luca Cedrola che permette al personaggio di Elena di Troia di dire la sua verità, di trovare quelle parole che gli antichi le hanno negato, interpretando lui stesso in scena con la Graziosi, Kairos, il tempo ora.
Sempre come regista si avvicina anche ai testi classici trovandone sempre una necessità contemporanea come in Misura per misura di William Shakespeare, ritradotto da lui, volendo mettere in luce la parte esoterica del linguaggio shakespeariano. La traduzione è stata pubblicata dalla casa editrice Tlon in un volume a cura di Igor Sibaldi : Misura per misura, Elogio dell'impossibile. Lo spettacolo ha debuttato al Teatro antico di Segesta e al Teatro India di Roma. Recentemente porta in scena The Handmaid's Tale, spettacolo tratto dal romanzo Il racconto dell'ancella di Margaret Atwood che vede Viola Graziosi nei panni di Di Fred in un monologo sconvolgente che ha debuttato nel 2019 al Napoli Teatro Festival, con grande successo.
Nel 2021, sempre con Viola Graziosi, inaugura la stagione del Teatro antico di Segesta con Orfeo ed Euridice dal mito ai nostri giorni, tratto dal monologo Lei dunque capirà di Claudio Magris e dall'opera di Gluck insieme all'orchestra Barocca Siciliana. Come attore interpreta Menelao al Teatro greco di Siracusa ne Le troiane di Euripide, con la direzione di Muriel Mayette-Holtz, e Taltibio ne Le troiane, nell'adattamento di Angela De Mattè, per la regia di Andrea Chiodi, con il Centro Teatrale Bresciano. Nel 2021 con il Teatro Nazionale di Genova è Cristoforo Colombo nello spettacolo In Situ, scritto e diretto da Nathalie Fillion, per il "progetto G8", mentre per il Teatro Biondo di Palermo è protagonista, insieme a Viola Graziosi, dello spettacolo Fellini Dream, scritto e diretto da Emiliano Pellisari, con la compagnia No Gravity. Nella primavera del 2022 riscuote un grande successo come Tiresia nell'Edipo re di Robert Carsen.
Da anni porta avanti anche un'attività di scultore, partecipando alla Biennale degli Artisti del Mediterraneo di Bologna nel 1989, e allestendo mostre a Roma e Prato. Sua l'opera per il "premio internazionale Ivo Chiesa" per il Teatro Nazionale di Genova. Svariate sono le apparizioni televisive e cinematografiche. Ultimamente per la Rai è il protagonista de Il commissario Montalbano, nell'episodio La rete di protezione, diretto da Alberto Sironi, con Luca Zingaretti. Partecipa alla 64ª Mostra internazionale d'arte cinematografica di Venezia con Valzer di Salvatore Maira (premio Pasetti della critica). Con il cortometraggio La resa di Luca Alcini vince il premio di miglior attore allo Short International Film Festival di Gradec. Svolge anche attività pedagogica in varie accademie pubbliche e private. Collabora assiduamente con Radio 3 per programmi come: Il teatro di Radio 3, Uomini e profeti, Ad alta voce. È una delle voci più apprezzate di audiolibri in Italia soprattutto per Storytel dando voce ad autori quali John Steinbeck (Furore, La valle dell'eden, Uomini e topi), Emmanuel Carrère (L'avversario, Un racconto russo, Yoga), Gunter Grass (Il tamburo di latta, Anni di cani, Gatto e topo). Nel 2024 diventa direttore del Teatro Stabile di Catania, posizione a cui rinuncia nel Maggio del 2025, dopo neanche un anno.

## Filmografia

### Cinema
- Sopra e sotto il ponte, regia di Alberto Bassetti (2006)[13]
- Valzer, regia di Salvatore Maira (2007)
- La cosa giusta, regia di Marco Campoggiani (2009)
- La resa, regia di Luca Alcini (2015)
- Il caso Pantani - L'omicidio di un campione di Domenico Ciolfi (2020)

### Televisione
- Il Conte di Carmagnola, regia di Ugo Gregoretti  (1983)
- Virginia. La monaca di Monza, regia di Alberto Sironi (2004)
- Don Matteo 4 – serie TV (2004)
- CentoVetrine – soap opera (2005)
- La squadra 7 – serie TV (2006)
- Carabinieri 6 – serie TV (2007)
- La casa dei papà, regia di Lodovico Gasparini (2011)
- Un posto al sole, regia di Donatella Maiorca – soap opera (2011)
- Il caso Di Modica, regia di Luca Alcini (2013)
- Il commissario Montalbano – serie TV, episodio 14x36 (2020)

## Teatro
- Romeo e Giulietta di William Shakespeare, regia di Adalberto Maria Tosco (1984)
- Il mio regno per un cavallo, regia di Franco Passatore, Teatro Stabile di Torino (1984)[14]
- Zio Vanja di Anton Čechov, regia di Mario Missiroli, Teatro Stabile di Torino (1985)
- Cosa dove, regia di Giancarlo Sepe, Teatro la Comunità (1986)
- Buon compleanno Samuel Beckett, regia di Giancarlo Sepe, Teatro la Comunità (1986)[15]
- Bonaventura nell'isola dei pappagalli, regia di Franco Passatore, Teatro Stabile di Torino (1986)
- Itala film - Torino, regia di Giancarlo Sepe, Teatro la Comunità (1986)[16]
- L'età del jazz, regia di Giancarlo Sepe, Teatro la Comunità (1987)
- Santa Giovanna dei Macelli, regia di Giancarlo Sepe, Teatro Metastasio di Prato (1987)
- Aiace, di Sofocle, regia di Antonio Calenda, Teatro greco di Siracusa  (1988)
- Mardi 14, rien, regia di Franco Gervasio, Teatro Stabile di Torino (1988)[17]
- Tito Andronico di William Shakespeare, regia di Peter Stein, Teatro Ivo Chiesa Genova e Teatro Ateneo di Roma (1990)[18]
- Ja Ciaka, regia di Anatolij Vassil'ev (1991)[19]
- Mille franchi di ricompensa, regia di Benno Besson (1991)[20]
- Nedda di Giovanni Verga, regia di Federico Tiezzi (1992)
- Adelchi di Alessandro Manzoni, regia di Federico Tiezzi (1992),
- La Tragedia spagnola di Thomas Kid, regia di Cristina Pezzoli (1993)
- Gli innamorati di Carlo Goldoni, regia di Nanni Garella, Arena del Sole di Bologna (1993)
- Tuttosà e Chebestia di Coline Serreau, regia di Benno Besson (1993)[21]
- Venezia salva di Simone Weil, regia di Luca Ronconi, Teatro Stabile di Torino (1993)[22]
- Intrigo e amore, regia di Nanni Garella, Teatro Stabile del Friuli Venezia Giulia (1994)
- L'imbarco per Citera, autori vari, regia di Federico Tiezzi  (1995)
- Medea di Franz Grillpartzer, regia di Nanni Garella, Teatro Stabile del Friuli Venezia Giulia (1995)[23]
- Schifo di Robert Schneider, regia di Cesare Lievi, CTB e Festival Internazionale dell'attore (1996)
- Il servitore di due padroni di Carlo Goldoni, regia di Nanni Garella, Arena del Sole di Bologna (1996)
- Sorveglianza stretta di Jean Genet, regia di Monica Conti (1997)
- Esuli di James Joyce, regia di Nanni Garella, CTB (1997)[24]
- Il sesto giorno, regia di Federico Tiezzi (1998)
- Aspettando...Godot, regia di Gianpiero Solari, Gruppo della Rocca (1998)
- Katerina di Heilbronn di Kleist, regia di Cesare Lievi, CTB e ERT (1999)
- Alla meta di Thomas Bernard, regia di Cesare Lievi, CTB e ERT (1999)
- Re Lear di William Shakespeare, regia di Glauco Mauri, Compagnia Mauri-Sturno (2000)
- La sposa persiana di Carlo Goldoni, regia di Andrea Taddei, CTB (2000)
- Oreste, di Euripide, regia di Piero Maccarinelli, Teatro greco di Siracusa (2000)
- Infinities di John D. Borrow, regia di Luca Ronconi, Piccolo Teatro di Milano (2002)
- Pentesilea di Kleist, regia di Peter Stein, CRT artificio e Teatro di Epidauro (2002)
- Faust di Goethe, regia di Claudio Parmiggiani, Teatro Metastasio di Prato (2004)
- La donna del mare di Ibsen, regia di Mauro Avogadro, Teatro Stabile di Torino (2004)[25]
- Il Benessere di Carlo Goldoni, regia di Mauro Avogadro, Teatro Stabile di Torino (2004)[26]
- Le morbinose di Carlo Goldoni, regia di Paola Bigatto, Festival Borgio Verezzi (2005),
- Per farla finita col giudizio di Dio di Cesare Lievi, regia di Annig Raimondi, CSS Udine (2006)
- La cosmetica del nemico di Amélie Nothomb, regia di Graziano Piazza e Michele Di Mauro, TPE (2006)
- Macbeth di William Shakespeare, regia di Valter Malosti, Teatro Stabile di Torino (2006)[27]
- Alfred Stieglitz loves O' Keeffe di Lanie Robertson, regia di Oliviero Corbetta, TPE (2007)
- Odissea doppio ritorno di Botho Strauss, regia di Luca Ronconi, Piccolo Teatro Milano e Centro Teatrale Santacristina (2007)[28]
- Good friday night di Vitaliano Trevisan, regia di Fabrizio Parenti (2008)
- Passaggio in India di E. M. Forster, regia di Federico Tiezzi, Teatro Metastasio di Prato (2008)[29]
- Marx a Soho di Howard Zinn, regia di Giancarlo Nanni, Fabbrica dell'attore (2009)
- Oedipus on the top di Duccio Camerini, Giardini della filarmonica (2009)
- Dialoghi con Leucò di Cesare Pavese, regia di Giancarlo Nanni, Fabbrica dell'attore (2009)
- La duchessa di Amalfi di John Webster, regia di Consuelo Barilari, Schegge di Mediterraneo (2009)
- Lo stesso mare di Amos Oz, regia di Federico Tiezzi, Teatro Petruzzelli di Bari (2010)[30]
- I demoni di Dostoevskij, regia di Peter Stein, produzione Emilio Russo (2010)[31]
- Romeo e Giulietta di William Shakespeare, regia di Federico Tiezzi, Teatro Fabbricone di Prato (2011)
- L'amante di Harold Pinter, regia di Massimiliano Farau, Teatro Due di Parma (2012)
- Il misantropo di Molière, regia di Massimo Castri, Teatro Argentina di Roma (2012)[32]
- Zio Vanja di Anton Čechov, regia di Emiliano Bronzino (2012)
- Giulio Cesare di William Shakespeare, regia di Daniele Salvo, Silvano Toti Globe Theatre di Roma (2012)
- Il Principe di Homburg di Kleist, regia di Cesare Lievi, CTB(2012)
- Caduti fuori dal tempo di Grossman, regia Graziano Piazza, Auditorium Parco della Musica di Roma (2013)
- La fine dell'inizio di O'Casey, regia di Cesare Lievi, CTB (2013)[33]
- Andromaca di Jean Racine, regia di Massimiliano Farau, Pragma produzioni (2013)
- Re Lear di William Shakespeare, regia di Daniele Salvo, Silvano Toti Globe Theatre di Roma (2013)
- I pilastri della società di Ibsen, regia di Gabriele Lavia (2014)[34]
- Coefore/Eumenidi di Eschilo, regia di Daniele Salvo, Teatro greco di Siracusa (2014)
- A Steady Rain di Keith Huff, regia di Alessandro Machia, Zerkalo Teatro (2014)
- Un gabbiano, tratto da Anton Čechov, regia di Gianluca Merolli (2014)
- La signora dei tulipanibdi Claudio Pallottini, regia di Marco Carniti (2015)
- Diario di sé di Luca Cedrola, regia di Bruno Garofalo, Napoli Teatro Festival (2015)[35]
- Der Park di Botho Strauss, regia di Peter Stein, Teatro Argentina di Roma (2015)[36]
- Tre sorelle di Anton Čechov, regia Emiliano Bronzino, TPE (2016)
- Misura x misura di William Shakespeare, Teatro antico di Segesta, Teatro India di Roma (2016)
- La bottega del caffè di R.W. Fassbinder, regia Veronica Cruciani, Teatro Stabile di Trieste (2016)
- Lampedusa Way di Lina Prosa, regia Lina Prosa, Teatro Biondo di Palermo (2016)
- Calderón di Piero Paolo Pasolini, regia Federico Tiezzi (2016)
- Mare mater di e regia Fabio Cocifoglia e Alfonso Postiglione, Napoli Teatro Festival (2016)
- Il giorno di un Dio di Cesare Lievi, ERT (2017)
- Riccardo II di William Shakespeare, regia Peter Stein, Teatro Metastasio di Prato (2017)
- Nino nino, da Antonio Gramsci, regia Sonia Orfalian, Teatro di Cagliari (2017)
- Il vecchio e il mare, di Hemingway, regia Daniele Salvo, CTB (2017)
- Il tempo do Chet di Leo Muscato e Laura Perini, regia Leo Muscato, Teatro Stabile di Bolzano (2018)
- Pentesilea di Lina Prosa, regia Lina Prosa, Villa Medici e IIC Paris (2018)
- Walking on the moon di L. Ferrari Carissimi e F. Morgan, regia L. Ferrari, Teatro Argentina di Roma, Teatro dell'Orologio (2018)
- Incognito di Nick Payne, regia Andrea Trovato, compagnia Gli Ipocriti (2018)
- Troiane di Euripide, regia Muriel Mayette Holtz, Teatro greco di Siracusa (2019)
- Ecuba di Euripide, regia Giuseppe Argirò, Teatro della città (2019)
- Viaggio al centro della terra di Jules Verne, regia Elisabetta Pozzi, CTB (2019)
- Troiane da Euripide, drammaturgia di Angela Demattè, regia Andrea Chiodi, CTB (2020)
- Elena tradita di Luca Cedrola, Teatro della città (2020)
- Shaker's Love: Sogno di una notte di mezza estate di e con Viola Graziosi e Graziano Piazza, Teatro Stabile d'Abruzzo (2020)
- Fellini dream di e regia Emiliano Pellisari, Teatro Biondo di Palermo (2020-2021)
- L'uomo in fallimento di David Lescot, per Teatro Aperto CTB (2021)
- La guerra dei mondi di Orson Welles, per Teatro Aperto CTB (2021)
- La quarta rivoluzione di Guido Chiarotti e Carlo Longo, coordinamento Piero Maccarinelli, Teatro Aperto CTB (2021)
- Fedra di Seneca, regia Manuel Giliberti, Teatro della città (2021)
- Ulisse contemporaneo, regia di Piero Maccarinelli, QAcademy (2021)
- Sogni di sogni di Antonio Tabucchi, regia Teresa Pedroni, Diritto e rovescio (2021)
- In-Situ di e regia Nathalie Fillion, Teatro Nazionale di Genova (2021)
- La macchina dei sogni, autori vari, a cura di Mimmo Cuticchio (2021)
- Non correre Amleto di Francesca Garolla, per Teatro Aperto CTB (2022)
- L'amore, le armi: Enea, eroe moderno, dall'Eneide di Virgilio, regia Piero Maccarinelli, Campania Festival (2022)
- Edipo re di Sofocle, regia Robert Carsen, Teatro greco di Siracusa (2022)

## Radio e concerti (melologhi)
- Racconti di mezzanotte, regia di Marcantonio Graffeo (1987)
- Vento d'Europa, regia di Massimo Luconi (1993)
- Werther di Gaetano Pugnani (1997)[37]
- Santa Giovanna dei Macelli di Bertolt Brecht, regia di Federico Tiezzi (1997)
- Il buon Dio di Manhattan, regia di Cesare Lievi (1997)
- Enoch Arden di Richard Strauss, con Michele Campanella al pianoforte (1998)
- Il lamento di Arianna di Monteverdi, Scarlatti, Haydn, direzione Alessandro Magini (1998)
- Ogni lacrima versata è più profonda dell'oceano, regia di Serena Tait (1999)
- L'imperatore Jones, regia di Pier'Alli (2009)
- I sogni di mezzanotte, a cura di Anna Antonelli per Rai Radio 3 (2012)
- Leman Trilogy di Stefanop Massini, prima versione radiofonica Tuttoesaurito, Rai Radio 3 (2012)
- Cattivo Natale, a cura di Anna Antonelli, Rai Radio 3 (2013)
- I Diari della Costituzione, a cura di Nicola Maranesi e Laura Palmieri, Rai Radio 3 (2018)
- I Diari del '68, a cura di Nicola Maranesi e Laura Palmieri, Rai Radio 3 (2018)
- I Diari di Guerra, a cura di Nicola Maranesi e Laura Palmieri, Rai Radio 3 (2018)
- Scarpe di cartone, monologo scritto da Nicola Maranesi per Rai Radio 3 (2020)
- Werther di Gaetano Pugnani, con l'orchestra del Teatro Carlo Felice, Festival di Nervi (2020)

## Regie teatrali e monoopere
- La cosmetica del nemico di Amélie Nothomb (2006)
- Il desiderio di conoscere di Jan Cox  (2009)
- La donna seduta di Copi (2009)
- Intervista di Theo Van Gogh (2011) – premio Adelaide Ristori a Viola Graziosi miglior attrice al Mittelfest
- Gerusalemme perduta di Paolo Rumiz, Ravenna Festival e Piccolo Teatro Milano (2011)
- Caduti fuori dal tempo di David Grossman a cura di Graziano Piazza (2013) – lettura scenica all'Auditorium Parco della Musica di Roma
- Dell'ombra di Ulisse, testi a cura di Piero Boitani (2014) – premio alla regia al Festival del Teatro Classico Solunto in scena
- Aiace di Jannis Ritsos, segnalazione Ubu (2015)
- Misura x misura di William Shakespeare, Teatro antico di Segesta e Teatro Argentina di Roma (2017)
- La commedia degli equivoci di William Shakespeare, Teatro antico di Segesta (2018)
- The Handmaid's Tale, tratto da Il racconto dell'ancella di Margaret Atwood, Napoli Teatro Festival (2019)
- Offelia Suite di Luca Cedrola e Arturo Annecchino – premio Actress of Europe a Viola Graziosi (2019)
- Elena tradita di Luca Cedrola, Teatro antico di Segesta (2020)
- Ismaël di Max Fanteschi, Teatro Off Off di Roma – premio Nobis (2021)
- Orfeo ed Euridice dal mito ai nostri giorni, tratto da Lei dunque capirà di Claudio Magris e l'opera di Gluck, Teatro antico di Segesta (2021)
- Purgatorio l'In-canto del tempo, tratto dal Purgatorio di Dante, Festival Sacro Monte (2021)

## Audiolibri e podcast
- Anatomia di un'indagine, Leif GW Persson (Storytel, 2018)
- Uccidete il drago, Leif GW Persson (Storytel, 2018)
- Uomini e topi di John Steinbeck (Storytel, 2019)
- Uomini e topi, nuova traduzione, di John Steinbeck (Storytel, 2019)
- La vera storia del naso di Pinocchio, Leif GW Persson (Storytel 2019)
- Il tamburo di latta di Günter Grass (Storytel 2019)
- Nero Ananas di Valerio Aiolli (Storytel, 2019)
- Lo stesso vento di Valerio Aiolli (Storytel, 2019)
- L'avversario di Emmanuel Carrère (Storytel, 2020)
- I Baffi di Emmanuel Carrère (Storytel, 2020)
- Gatto e topo di Günter Grass (Storytel 2020)
- La settimana bianca di Emmanuel Carrère (Storytel, 2020)
- Un romanzo russo di Emmanuel Carrère (Storytel, 2020)
- La strategia della clarissa di Cristiano Governa (Storytel,2020)
- Einstein e le macchine del tempo di Luca Novelli (Storytel, 2020)
- Io mi svezzo da solo di Lucio Piermarini (2021)
- Anni di cani di Günter Grass (Storytel 2021)
- Amanti - 10 storie, 10 regole, podcast di Yari Selvetella (Storytel, 2021)
- Yoga di Emmanuel Carrère (Storytel, 2021)
- La valle dell'eden di John Steinbeck (Storytel, 2021)
- Furore, nuova traduzione di John Steinbeck  (Storytel, 2020)
- Il potere del cane di Thomas Savage (Storytel, 2021)
- Pian della Tortilla di John Steinbeck  (Storytel, 2021)
- Raffaello, una vita felice di Antonio Forcellino (Audible, 2021)
- Lo scuru di Orazio Labbate (Audible, 2022
- Suttaterra di Orazio labbate (Audible, 2021)
- Ancora un giro di chiave di Emma d'Aquino (Audible, 2021)
- Padri di Giorgia Tribuiani (Storytel, 2022)

## Premi e riconoscimenti
- 2023 - Premio Flaiano per il teatro - Migliore attore per Edipo re di Sofocle, regia di Robert Carsen[38][39]
- 2023 - Premio Le Maschere del Teatro Italiano - Miglior attore non protagonista per Edipo re di Sofocle, regia di Robert Carsen[38]